# 남 뿌
남 뿌(라오어: ນ້ຳປູ, 태국어: น้ำปู๋)는 논게(Somanniathelphusa속의 민물 게)로 만든 장이다. 논게를 염장 발효해 만든 색이 짙은 페이스트로, 까삐나 쁘라혹 같은 새우장과 비슷하다. 라오스 및 라오스계 주민이 많은 태국 북부에서 즐겨 먹는다. 땀 막훙(풋파파야 샐러드), 째우 남 뿌 등의 음식에 쓰인다.

## 같이 보기
- 뿌 켐